# اورانوسکوپوس
اورانوسکوپوس Uranoscopus است جنس از منجم ماهی از خانواده Uranoscopidae  نام Uranoscopus از یونانی ، ouranos ، "آسمان" و skopein ، "برای تماشا" گرفته شده است.